# Smith Island (Nunavut)
Smith Island – niezamieszkana wyspa w Zatoce Frobishera, w Archipelagu Arktycznym, w regionie Qikiqtaaluk, na terytorium Nunavut, w Kanadzie. W pobliżu Smith Island położone są wyspy: Brigus Island, Brook Island, Culbertson Island, Gay Island i Precipice Island.